# HMS Lysekil (V08)
HMS Lysekil (V08) var en svensk motortorpedbåt med nummer (T51) men som byggdes om till vedettbåt åren 1982–1983 och fick då namnet Lysekil. Hon byggdes ursprungligen av Kockums och togs i bruk år 1959.